# Мосійчук Уляна Денисівна
Уляна Денисівна Мосійчук (?, село Годомичі, тепер Маневицького району Волинської області) — українська радянська діячка, новатор сільськогосподарського виробництва, доярка колгоспу імені Маленкова («Батьківщина») Ківерцівського (тепер — Маневицького) району Волинської області. Депутат Верховної Ради УРСР 4-го скликання.

## Біографія
Народилася в селянській родині. Закінчила сільську школу.
З кінця 1940-х років — доярка колгоспу імені Маленкова («Батьківщина») села Годомичі Ківерцівського (тепер — Маневицького) району Волинської області. Досягала високих надоїв молока: по 5000 літрів від кожної корови.

## Нагороди
- медаль «За трудову відзнаку» (26.02.1958)
- медалі